# Foramen ovale (Schädel)
Am Schädel bezeichnet Foramen ovale (foramen, lat.: „Loch“) eine Öffnung im Bereich der Felsenbeinpyramidenkante für den Durchtritt des Nervus mandibularis (Unterkiefer-Nerv), des 3. Hauptasts des 5. Hirnnerven, Nervus trigeminus (siehe auch Keilbein). Außerdem enthält das Foramen ovale den Plexus venosus foraminis ovalis sowie die Arteria pterygomeningea.